# Kobergs slott
Kobergs slott (även Koberg) ligger vid Vanderydsvattnet i Lagmansereds socken i Västergötland, 10 kilometer söder om Trollhättan.
Slottet är en trevåningsbyggnad med ett fyrtiotal rum och en längd av 60 meter och ägs av Carl Silfverschiöld. Enligt Carl von Linné lär namnet på Kobergs slott vara ett så kallat uppkallelsenamn efter det tyska slottet Coburg. Dagens Kobergs slott tros ursprungligen ha varit fast hus, det vill säga en försvarsanläggning med en huvudbyggnad av sten. Slottets äldsta byggnadshistoria är inte helt klarlagd.

## Historik

### Slottets historia

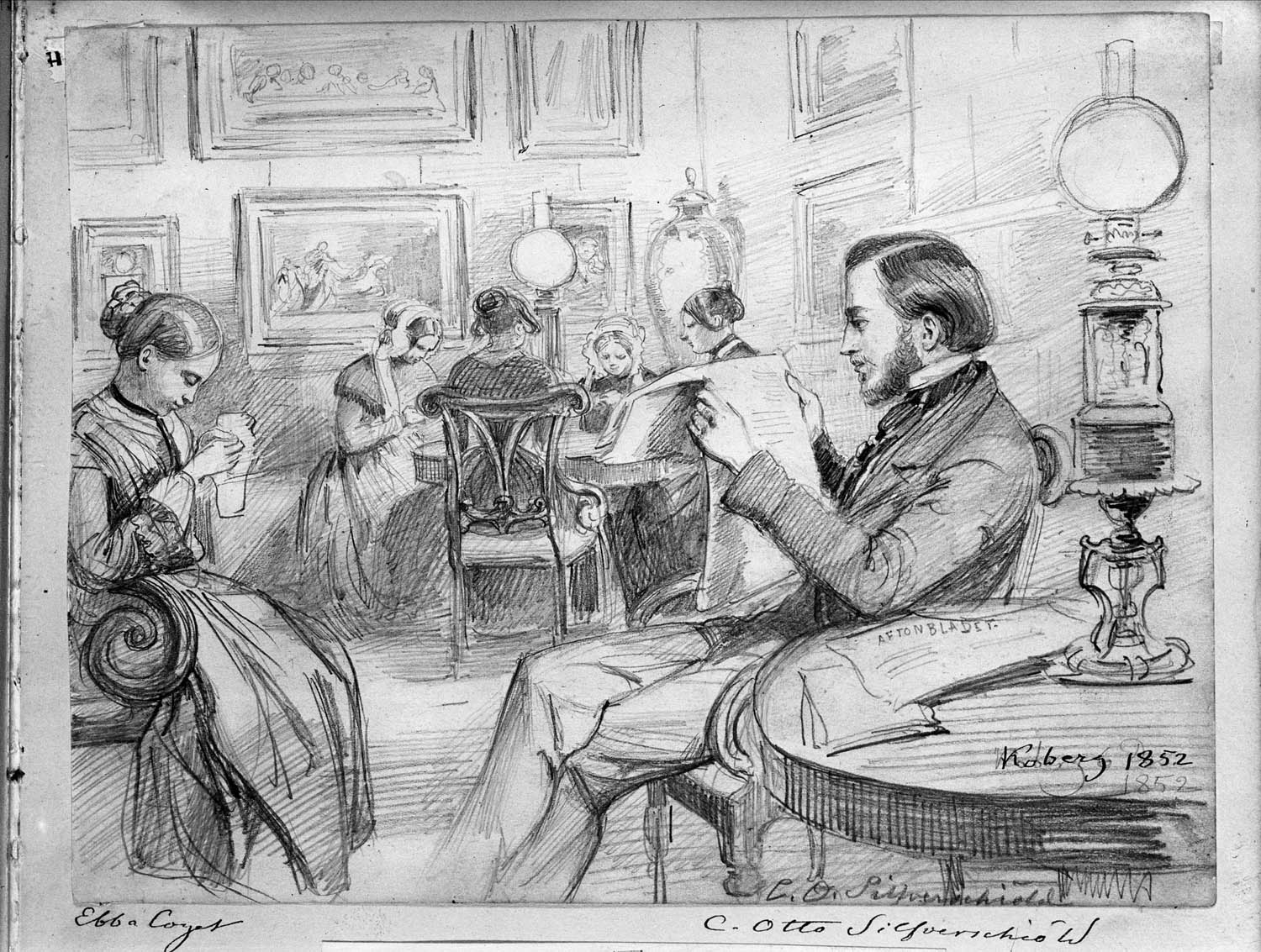
Salongsinteriör från Kobergs slott. Fritz von Dardel, 1852. Nordiska museet NMA.0053082

Under medeltiden var Koberg sätesgård, därefter länge frälsehemman under Gräfsnäs men år 1632 omnämns Koberg som sätesgård. Troligen är den östra delen av byggnaden från mitten av 1400-talet medan mittpartiet skall ha uppförts på 1620-talet och den sista västra delen av byggnaden i slutet av 1700-talet. Slottsbyggnaden var fram till en genomgripande ombyggnad på 1890-talet ett lågt stenhus i två våningar med valmat sadeltak och oregelbundet placerade fönsteraxlar.
Ombyggnaden leddes av slottsarkitekten Fredrik Lilljekvist som skapade byggnaden med en i ”Vasastil” utformad fasad. Arkitekten lät utföra ett märkligt torn mitt på den långa byggnaden efter mönster från Vadstena slott. Andra ändringar vid denna genomgripande renovering har bidragit till dagens utseende.
Vid sekelskiftet 1900 tillkom ekonomibyggnaderna och stallet som uppfördes år 1904 i nationalromantisk stil. Den större delen av ekonomibyggnaderna, bland annat ladugården, är placerad invid allén, som leder fram till slottet. Utmed denna allé finns även gårdskontor och en mycket välbevarad före detta statarbostad.
Det finns totalt cirka 350 byggnader som fastighetsavdelningen förvaltar. Av dessa byggnader är många uthyrda som permanent- och fritidsbostäder. Flertalet av byggnaderna är uppförda under 1800- och tidigt 1900-tal, vilket gör dem till kulturhistoriskt viktiga inslag i landskapet. Målsättningen är att vårda egendomarnas kulturarv utifrån dessas olika förutsättningar.
Under 2005 inleddes ett samarbete med Uplo Egendom och driftsbolaget Bjärke Jordbruks AB. Syftet var att rationalisera maskinparken och skapa en bättre bas för framtida investeringar. Driftsbolaget producerar höstvete, maltkorn, havre och oljeväxter. Det är också jordbruket som ansvarar för egendomarnas viltåkrar.
Risveden är ett vidsträckt vildmarksområde där Kobergs slott har skogsmarker. Detta skogsområde hade tallar som noterats vara 215 år gamla.

### Slottets ägares historia
Den första kände ägaren till Koberg var en riddare på 1400-talet vid namn Erik Nipertz.
Erik Nipertz maka var Ebba Eriksdotter Krummedige som i sitt föregående giftermål med svenska riksrådet Karl Kristiernsson fått sonen Erik Karlsson (omkring 1436-1491). I slutet av 1400-talet ägdes godset av Erik Karlsson , som också ägde Loholm, en ö i sjön Anten, där Gustav Vasa hämtade sin andra hustru Margareta Eriksdotter Leijonhufvud och vars byggnadsmaterial lade grunden till Gräfsnäs slott.
På 1500-talet övertog Sten Eriksson både Kobergs slott och Loholms borg. Under 1568 drabbade Sten och hans grupp ihop med kungens drabanter, något som också blev hans död. Efter hans död övertog hans änka Ebba Månsdotter Lilliehöök Loholms borg medan Kobergs slott ärvdes av deras son Axel Stensson. Men år 1568 skrev Bengt Persson Svenske sig som ägare till Koberg. Bengt var väpnare och ägde även Ronnum i Västra Tunhems socken och under senare tid ägde han också Sjöbo i Torpa socken. Efter Bengts bortgång kom både Koberg och Loholm att ligga under Gräfsnäs slott och ätten Leijonhufvud.
Dock blev Axel Stensson av politiska skäl tvungen att gå i landsflykt och hans gods beslagtogs och överlämnades till hans bror Mauritz Stensson Leijonhufvud. När Axel 1619 dog i Tyskland hade han ”förtyskat” sitt namn till Lewenhaupt. Koberg överlämnades därefter till Axels son Sten Lewenhaupt som dock dog ung, varefter Kobergs slott överlämnades till Axels andre son, guvernören Johan Casimir Lewenhaupt. Johan Casimirs yngste son, Axel, (1629-1668) ärvde bland annat Koberg och Uplo (Upplo, Oplo). År 1656 gifte Axel sig med Maria Elisabet zu Manderscheid, Kayl und Blanckenheim. Två döttrar, Hedvig Eleonora och Eva, levde till vuxen ålder och ärvde föräldrarnas egendom. Hedvig blev tidigt änka och efterlevdes inte av några egna barn.  Eva Lewenhaupt var gift med friherre Alexander Palbitzki, herre till Julita gård i Södermanland och Alvastra i Östergötland och de tog över Koberg och Uplo. Koberg ärvdes sedan av sonen Alexander Israel Palbitzki och Uplo av Gustaf Adolf Palbitzki. Alexander Israel var bland annat kammarherre hos Fredrik I och senare hovmarskalk. Tillsammans med sin hustru  Charlotta Regina Horn af Åminne, beslutade han sig för att skaffa ett gods närmre Stockholm. De köpte Hornsund i Södermanland (nära Charlotta Horns föräldragård Husby) år 1742 för pengarna de fått från försäljningen av Koberg  den 12/10 1738 till Bengt Ribbing. Kvar i Västergötland lämnade de sin son Mathias, som dog tidigt. Alexander Israel och hans syskon betalade en större summa år 1747 för upprustning av gravkoret i Erska kyrka, där medlemmar av familjerna Lewenhaupt och Palbitzki var begravda.
På 1700-talet köpte generalmajoren,  friherre Bengt Ribbing Kobergs slott av släkten Palbitzki. Bengt Ribbing var gift med Ulrika Eleonora Piper som ärvde Koberg efter hans död. Ulrika hade godset i sjutton år innan hon 1758 sålde det till affärsmannen Niclas Sahlgren, donatorn till Sahlgrenska sjukhuset i Göteborg. Sahlgren samlade även en mängd importerat ostindiskt porslin på godset Koberg, en samling som räknas som en av Sveriges största i enskild ägo.
1772 stiftade Niclas Sahlgren Koberg och Gåsevadholms slott fideikommiss. Efter hans död 1776 ärvdes Koberg av hans dotterdotter Anna Margareta Alströmer som var gift med Nils Silfverschiöld. Därefter har Koberg oavbrutet tillhört ätten Silfverschiöld.
Kobergs slott med dess marker var fideikommiss till 11 april 2017 då den siste fideikommissarien Niclas Silfverschiöld avled. Egendomen ärvdes av dennes son Carl Silfverschiöld.

#### Slottsbiblioteket
På Koberg finns ett av Sveriges största privatbibliotek, placerat i rummen utmed slottets västra gavel. Det grundades på 1880-talet av Nils Silfverschiöld (1864-1892), som var boksamlare redan från sin skoltid. Han byggde medvetet upp boksamlingen och införlivade den i fideikommisset. Samlingarna är mest betydande inom områdena teologi, historia, topografi och resor, svensk vitterhet och dramatik. En stor del av böckerna är inkunabler, liksom andra äldre och sällsynta tryck. Biblioteket innehåller cirka 20 000 band och 35 000 småskrifter. En kopia av katalogen finns vid Göteborgs universitetsbibliotek.